# Margareta Ihrén
Margareta Ihrén (Stoccolma, 31 agosto 1964) è un'ex cestista svedese.

## Carriera
Con la Svezia ha disputato i Campionati europei del 1983.